# Clytra atraphaxidis
Clytra atraphaxidis là một loài bọ cánh cứng trong họ Chrysomelidae. Loài này được Pallas miêu tả khoa học năm 1773.